# Rudinilson Silva
Rudinilson Silva (Bissau, Guinea-Bissau, 20 de agosto de 1994) es un futbolista de Guinea-Bissau que juega en la posición de defensa central y que actualmente se encuentra sin equipo.

## Carrera

### Club
| Periodo   | Club                        | Apariciones | Goles |
| --------- | --------------------------- | ----------- | ----- |
| 2013-2014 | SL Benfica B                | 19          | 0     |
| 2014–2016 | Lechia Gdańsk               | 5           | 0     |
| 2014–2016 | → Lechia Gdańsk II (cedido) | 39          | 0     |
| 2017      | FK Utenis Utena             | 12          | 0     |
| 2017–2018 | OC Khouribga                | 8           | 0     |
| 2019–2021 | FK Kauno Žalgiris           | 46          | 2     |
| 2022      | Wigry Suwałki               | 13          | 1     |
| 2022      | KTP Kotka                   | 9           | 1     |

### Selección nacional
A nivel de selecciones nacionales jugó para Portugal desde la categoría sub-18 hasta la categoría sub-20. Con Guinea-Bisáu jugó en 22 ocasiones de 2014 a 2021 sin anotar goles; y participó en dos ediciones de la Copa Africana de Naciones.